# RAD23A
RAD23A‏ (RAD23 homolog A, nucleotide excision repair protein) هوَ بروتين يُشَفر بواسطة جين RAD23A في الإنسان.